# Ближнее (Черниговская область)
Бли́жнее (укр. Ближнє) – село, расположенное на территории Городнянского района Черниговской области (Украина) менее чем в 1 км от белорусской государственной границы. Расположено в 41 км на северо-запад от райцентра Городни. Население — 30 чел. (на 2006 г.). Адрес совета: 15113, Черниговская обл., Городнянский р-он, село Ильмовка, ул. Ленина,21 , тел. 3-66-42. Ближайшая ж/д станция — Деревины, 9 км. Село основано в 1924 г.